# 马里奥·埃斯波西托
马里奥·埃斯波西托（義大利語：Mario Esposito，1961年10月23日—），意大利男子射箭运动员。他曾代表意大利参加2008年夏季残疾人奥林匹克运动会射箭比赛，获得男子团体反曲弓公开级铜牌。